# 般若心経秘鍵
『般若心経秘鍵』（はんにゃしんぎょうひけん）は空海によって書かれた『般若心経』の注釈書で、『般若心経』を大部の般若経典の精要と見るのではなく真言密教の立場で解釈した特異な論書である。
序文のあと三摩地門の説処の段で、多くの翻訳があることを述べ、を羅什三蔵訳と 遍覚三蔵訳などとの異同点を指摘する。『般若心経』を『大般若経』の心要を略出したから『心』と名付けたものであるととらえるのではなく、『陀羅尼集経』巻3「般若波羅蜜神呪経」などから、般若菩薩の内証三摩地を説いた経典だから『般若心経』は密教経典であるとする。

## 概要
本文の解釈は『般若心経』を五分して展開するが、これを五分総説という。この五分それぞれに付された名称に特異性がある。
一　人法総通分（観自在菩薩… 度一切苦厄）さらに修行からさとりへと向かって因・行・証・入の四段階と、成仏の遅速の時の、五段階に細分して解釈する。
二　分別諸乗分　建・絶・相・二・一の五段階に区分して解釈する。
建とは建立如来の三摩地門、普賢菩薩の法門を表す華厳宗に配当する。(色不異室…亦復如是)
絶とは無戯論如来の三摩地門、文殊菩薩の法門を表す三論宗に配当する。 (是諸法室相…不増不減)
相とは摩訶栴多羅冐地薩怛嚩（マハーマイトレーヤボディサトバ）の三摩地門、諸法の相状差別を明らかにする法相宗に配当する。(是故室中無色…無意識界)
二とは唯蘊無我住心と抜業因種住心の三摩地門を表す声聞乗・縁覚乗に配当。(無々明亦…無苦集滅道)
一とは得自性清浄如来の三摩地門すなわち阿哩也嚩路枳帝冐地薩怛嚩（アリヤバロキテイボディサトバ）の法門を表す天台宗に配当する。(無智亦無得…以無所得故)
三　行人得益分（菩提薩唾…三貌三菩提）人と法とに分け、人に七ありとして、前の華厳・三論・法相・声聞・縁覚・天台の上に真言行人を加え、法に因・行・証・入の四つを配当している。
四　総帰持明分（故知般若…眞實不虚）名・体・用の三に分け、また四種の呪明名は順に声聞・縁覚・大乗・秘密蔵（密教）の真言を表し、「眞實不虚」は体を表す。
五　秘藏眞言分 (故説般若…菩提薩婆詞) 呪を五つに分け、順次に声聞・縁覚・大乗・真言の行果を明かし、諸乗の菩提証入の意義を説いたものとしている。
秘藏眞言分の頌の後に問答形式で「医王の目には途に触れて皆薬なり。会報の人は荒金石を宝珠と見る。」云々、密教眼をもって見ることができれば顕教の経典から秘中の極秘を読み取ることができ、その浅深は重なり重なって差別があるのである、と本文を結んでいる。

## 成立
成立年代ははっきりとは分かっていないが、上表文を根拠とした弘仁9年（818年）説や、承和元年（834年）に東大寺南院で作成されたという説が古来伝承されるが共に確証はない。勝又俊教は以下の理由で暫定的に818年の撰述としておくと述べている。宗門内の学者は、伝統的に『般若心経秘鍵』の巻末に付加された「上表文」と称するものが付けられていて空海撰として尊重されてきたが、文献学的見地では本文と矛盾した記述、意味不明な内容、空海作とは思えない稚拙な文体等や、上表文に言及する写本等が鎌倉後期以降であって、平安期には見られないことから、上表文は後世の偽作と見て否定するのが学界の通説となっている。しかし跋文に『十住心論』『秘蔵宝鑰』（ともに830年撰述）内の名称があるからといって834年説が正しいともいえないという。

## 関連書籍
- 金岡秀友『空海 般若心経秘鍵』1986年 太陽出版 ISBN 4884690699 。
- 『密教大辞典』1987年 密教辞典編纂会 法蔵館 縮刷版 ISBN 483187020X 。
- 福井文雅『般若心経の歴史的研究』1987年 春秋社 ISBN 4393111281 。
- 福田亮成『般若心経秘鍵』1988年ノンブル社、新版2001年 ISBN 4931117058 。
- 加藤精一『弘法大師・空海を読む 即身成仏義・弁顕密二教論・般若心経秘鍵・三昧耶戒序』2002年 大法輪閣 ISBN 4804611916 。
- 村岡空[19]『般若心経秘鍵入門』2004年 大覚寺出版部 ISBN 4902031000 。
- 加藤精一『空海 「般若心経秘鍵」』2011年 角川ソフィア文庫 ISBN 4044072248 。大法輪閣版の一部を文庫化。

## 注・出典
1. ↑  勝又俊教 1977, p. 2.
2. ↑  空海は「今所説本是」と記しており、玄奘訳とされているテキストを羅什訳であるとしている。原文は、大正新脩大蔵経 第57巻 般若心經祕鍵 并序(No.2426_遍照金剛撰) T2203A.57.0011a01 - 0012c29 SATデータベース 。（T2203A.57.0011b28）。
3. ↑  これに関する諸説は、(勝又俊教 1977, p. 433–441)
4. ↑  大唐天竺三藏阿地瞿多譯
5. ↑  般若大心陀羅尼 第十六 呪曰 跢姪他 掲帝掲帝 波羅掲帝 波囉僧掲帝 菩提五莎訶  SATデータベース （T0901.18.0807b19 - 21）
6. ↑  (勝又俊教 1977, p. 442)大正蔵に「大般若波羅蜜多心經者。即是大般若菩薩大心眞言三摩地法門」（T2203A.57.0011a19 - 20）とある。
7. ↑  大澤聖寛はこの議論に異論の余地を認め、(大沢(2008))を発表し問題提起している。おおさわしょうかん：1942年生 大正大学元非常勤講師 真言宗豊山派勧学 真言宗豊山派世尊院住職（2014年時点）
8. ↑  本文に「此經總有五分」とある。（T2203A.57.0011c08）
9. ↑  華厳宗では普賢菩薩を主尊として事理無礙・理理無礙・事事無礙の三宝の円融を建立するから名付ける。(勝又俊教 1977, p. 453)
10. ↑  理趣経の第7段 字輪の法門に「時薄伽梵。一切無戲論如來。復説轉字輪般若理趣。etc.」とある。戯論を断絶する如来をいう。
11. ↑  大慈氏菩薩(弥勒菩薩)、 (勝又俊教 1977, p. 459)
12. ↑  それぞれ十住心論の第4段、第5段。
13. ↑  聖観自在菩薩、(勝又俊教 1977, p. 468)
14. ↑  勝又俊教 1977, p. 444-485.
15. ↑  勝又俊教 1977, p. 486-489.
16. ↑  勝又俊教 1977, p. 371-378.
17. ↑  たなかちあき 1916 – 2000年、高野山大学文学部教授（1989–1990）大阿闍梨
18. ↑  オオサワショウカン、1942年東京に生まれる。大正大学元非常勤講師 真言宗豊山派勧学、真言宗豊山派 世尊院住職（2013年）
19. ↑  むらおかくう、1935-2005年。詩人・真言宗大覚寺派 光明寺名誉住職